# Kizumonogatari
Kizumonogatari (jap. 傷物語) – japońska trylogia filmów animowanych w reżyserii Akiyukiego Shinbō i Tatsuyi Oishiego. Wszystkie filmy stanowią adaptację light novel z 2008 roku o tym samym tytule, która jest drugą odsłoną serii Monogatari napisanej przez Nisio Isina i prequelem pierwszej, Bakemonogatari.
Pierwszy film z serii, Kizumonogatari I: Tekketsu-hen, miał swoją premierę w japońskich kinach w styczniu 2016. Drugi, Kizumonogatari II: Nekketsu-hen, został wydany w sierpniu tego samego roku, natomiast trzeci i ostatni film, Kizumonogatari III: Reiketsu-hen, zadebiutował w styczniu 2017. W styczniu 2024 miała miejsce premiera kompilacji zatytułowanej Kizumonogatari: Koyomi Vamp.

## Fabuła

### Tekketsu-hen
Koyomi Araragi, uczeń drugiego roku liceum Naoetsu, zaprzyjaźnia się z Tsubasą Hanekawą, najlepszą uczennicą w szkole. Tsubasa wspomina o plotce na temat „blond wampirzycy”, którą niedawno widziano w ich mieście. Koyomi, który zazwyczaj jest aspołeczny, zaczyna przyziemną osobowość Tsubasy. Tego wieczoru Koyomi spotyka wspomnianą w plotce wampirzycę: jest nią Kiss-Shot Acerola-Orion Heart-Under-Blade. Blondwłosa, złotooka wampirzyca błaga Koyomiego, aby ją uratował, leżąc w kałuży własnej krwi, mając odcięte wszystkie cztery kończyny przez trzech łowców wampirów. Kiss-Shot prosi Koyomiego, aby dał jej swoją krew, żeby mogła przeżyć, a kiedy to robi, Koyomi zostaje odrodzony jako jej wampirzy sługa, jednak Kiss-Shot ma teraz postać dziecka. Koyomi naprawdę pragnie znów stać się człowiekiem i nie pozostać wampirem. Pyta Kiss-Shot, jak może to zrobić, a ona odpowiada, że musi odnaleźć wszystkie jej kończyny, które zostały odcięte przez jej zabójców.

### Nekketsu-hen
Jako wampir, Koyomi ma za zadanie odzyskać odcięte kończyny Kiss-Shot od łowców wampirów, którzy je zabrali. Zanim staje do walki z pierwszym łowcą, gigantycznym wampirem pełnej krwi o imieniu Dramaturgy, rozmawia z Tsubasą. Ukrywa swoją wampirzą naturę, ale Tsubasa nadal interesuje się plotkami o wampirach, które krążą po mieście. Podczas walki Dramaturgy jednym ciosem odrywa Koyomiemu ręce, ale Koyomi odkrywa swoją wampirzą zdolność szybkiej regeneracji. Widząc, że walka jest przegrana, Dramaturgy oddaje Koyomiemu nogę Kiss-Shot. W tym czasie Kiss-Shot przybrała postać dziecka, ale po spożyciu swojej dorosłej nogi zmienia się w nastolatkę.
Koyomi następnie walczy z pół-wampirem, pół-człowiekiem imieniem Episode, który potrafi zmieniać się w mgłę i posługuje się ogromnym srebrnym krzyżem jako bronią. Tsubasa wtrąca się w walkę i zostaje rozpruta przez Episode’a. Zanim umiera, Tsubasa zwraca uwagę Koyomiemu, że może pokonać Episode’a, rzucając piasek w jego mgielną formę. Koyomi używa piasku, aby przytłoczyć Episode’a i udusić go, doprowadzając go do nieprzytomności. Meme Oshino, sojusznik Kiss-Shot, uspokaja Koyomiego i za cenę 3 milionów jenów informuje go, że może użyć własnej krwi, aby uzdrowić Tsubasę. Koyomi następnie ratuje życie Tsubasy, oddając jej swoją krew. Spożycie drugiej nogi pozwala Kiss-Shot przemienić się w młodą dorosłą.
Koyomi teraz musi zmierzyć się z ludzkim księdzem o imieniu Guillotine Cutter, aby zdobyć ramiona Kiss-Shot. Przed walką błaga Tsubasę, aby odeszła dla własnego bezpieczeństwa. Tsubasa ostatecznie się zgadza, zostawiając Koyomiemu swoje majtki jako obietnicę, że jeszcze się spotkają. Mimo to, Guillotine Cutter porywa Tsubasę, a Meme doradza Koyomiemu, że aby ją uratować, musi „zapomnieć o byciu człowiekiem”. Koyomi używa mocy, aby przemienić swoje ramiona w korzenie drzew, pokonując Guillotine Cuttera i ratując Tsubasę, ale wygląda na to, że porzucił swoje pragnienie, aby znów stać się człowiekiem.

### Reiketsu-hen
Koyomi i Meme ostatecznie odnoszą sukces w pełnym przywróceniu Kiss-Shot. Koyomi spodziewa się, że Kiss-Shot wtedy przemieni go z powrotem w człowieka. Jednak zanim to nastąpi, Kiss-Shot i Koyomi spędzają wieczór na dachu, gdzie Kiss-Shot wspomina swojego poprzedniego podwładnego, samuraja, który wybrał popełnienie samobójstwa, gdy Kiss-Shot nie była w stanie przywrócić mu człowieczeństwa. Koyomi idzie kupić jedzenie, ale gdy wraca, zastaje Kiss-Shot jedzącą wyprute zwłoki Guillotine Cuttera. Jest przerażony, zdając sobie sprawę, że Kiss-Shot znów zacznie polować na ludzi, a on sam będzie również miał ochotę na polowanie. Ta świadomość wpędza Koyomiego w taki stan rozpaczy, że pragnie umrzeć. Wtedy jednak pojawia się Tsubasa i przekonuje Koyomiego, by pozostał przy życiu. Zwraca także uwagę, że Koyomi ma moc, aby powstrzymać Kiss-Shot. Pocieszające słowa Tsubasy, a także niezgrabna próba obmacania jej piersi, podnoszą Koyomiemu na tyle nastrój, by stawić czoła Kiss-Shot w walce.
Kiss-Shot i Koyomi stają do pojedynku na stadionie olimpijskim w Tokio. Wielokrotnie odrywają sobie nawzajem kończyny i głowy, ale zaraz potem regenerują swoje ciała. W końcu Koyomi osłabia Kiss-Shot, wysysając jej krew. Tsubasa nagle uświadamia sobie, że Kiss-Shot chce umrzeć. Kiss-Shot przyznaje, że zamierzała przegrać walkę i wyjaśnia, że musi umrzeć, aby przywrócić człowieczeństwo swojemu podwładnemu, ale nie mogła tego zrobić dla poprzedniego podwładnego, ponieważ zbyt bała się śmierci. Kiss-Shot żąda, aby Koyomi ją zabił, ale Koyomi zamiast tego woła o pomoc Meme. Meme proponuje rozwiązanie, które „uczyni wszystkich nieszczęśliwymi”: Koyomi wyssie krew Kiss-Shot tylko do tego stopnia, że będzie zbyt słaba, aby polować na ludzi, pozostawiając ich oboje w stanie quasi-wampira i quasi-człowieka. Pomimo protestów Kiss-Shot, Koyomi wybiera tę rozwiązanie. Następnego dnia Koyomi wyjaśnia Tsubasie, że jest w większości człowiekiem, ale ma pewne cechy wampira. Kiss-Shot ma teraz postać dziecka i może żywić się jedynie poprzez regularne wysysanie krwi Koyomiego.

## Obsada
| Postać                                    | Seiyū            |
| ----------------------------------------- | ---------------- |
| Koyomi Araragi                            | Hiroshi Kamiya   |
| Tsubasa Hanekawa                          | Yui Horie        |
| Kiss-Shot Acerola-Orion Heart-Under-Blade | Maaya Sakamoto   |
| Meme Oshino                               | Takahiro Sakurai |
| Dramaturgy                                | Masashi Ebara    |
| Episode                                   | Miyu Irino       |
| Guillotine Cutter                         | Hōchū Ōtsuka     |

## Produkcja
Adaptacja anime Kizumonogatari została ogłoszona w lipcu 2010, a w marcu 2011 ogłoszono, że będzie ona filmem. W październiku 2015 poinformowano, że projekt będzie składać się z trzech części: Kizumonogatari I: Tekketsu-hen (jap. 傷物語I 鉄血篇), Kizumonogatari II: Nekketsu-hen (jap. 傷物語II 熱血篇) oraz Kizumonogatari III: Reiketsu-hen (jap. 傷物語III 冷血篇); jednocześnie ogłoszono obsadę i ekipę produkcyjną dla części pierwszej. Za animację odpowiadało studio Shaft, reżyserią zajęli się Akiyuki Shinbō i Tatsuya Oishi, postacie zaprojektowali Akio Watanabe i Hideyuki Morioka, reżyserem dźwięku został Yōta Tsuruoka, a muzykę skomponował Satoru Kōsaki.
Film kompilacyjny, zatytułowany Kizumonogatari: Koyomi Vamp (jap. 傷物語 こよみヴァンプ), został zapowiedziany 10 września 2023 podczas wydarzenia Aniplex Online Fest.

## Wydanie
Według informacji z września 2011, premiera pierwotnie była zaplanowana na 2012 rok, jednak w kwietniu 2012 tegoż roku ogłoszono, że data premiery została przesunięta. W październiku 2015 ogłoszono, że pierwsza część filmu zadebiutuje w styczniu 2016. Pierwszy film, Kizumonogatari I: Tekketsu-hen, trafił do japońskich kin 8 stycznia 2016. Drugi film, Kizumonogatari II: Nekketsu-hen, miał premierę 19 sierpnia 2016, a trzeci i ostatni film, Kizumonogatari III: Reiketsu-hen, został wydany 6 stycznia 2017.
Film kompilacyjny, Kizumonogatari: Koyomi Vamp, miał swoją premierę 12 stycznia 2024. Był także wyświetlany 27 lipca tego samego roku podczas 28. Międzynarodowego Festiwalu Filmowego Fantasia w Montrealu.

## Odbiór

### Box office i sprzedaż
W pierwszy weekend otwarcia w Japonii film Tekketsu-hen zajął trzecie miejsce, zarabiając 322 509 300 jenów przy 243 702 sprzedanych biletach. W drugi weekend spadł na szóste miejsce pod względem liczby widzów i piąte miejsce pod względem przychodów, z wynikiem 798 835 dolarów. W trzeci weekend uplasował się na dziewiątym miejscu pod względem liczby widzów i ósmym pod względem przychodów, zarabiając 418 165 dolarów. Do 26 stycznia film przyciągnął ponad 450 000 widzów. Na dzień 7 lutego Tekketsu osiągnął łączny przychód w wysokości 6 156 959 dolarów. Wersja Blu-ray pierwszej części filmu sprzedała się w liczbie 36 018 egzemplarzy w pierwszym tygodniu, zajmując pierwsze miejsce w rankingu sprzedaży.
Drugi film, Nekketsu-hen, zarobił 196 milionów jenów w weekend otwarcia w Japonii, zajmując ósme miejsce pod względem liczby widzów, z 148 200 sprzedanymi biletami. Całkowity dochód filmu w japońskich kinach wyniósł 3 442 498 dolarów. 22 listopada firma ODEX ogłosiła, że film będzie wyświetlany w Singapurze od 25 do 27 listopada. Wersja Blu-ray sprzedała się w liczbie 30 670 egzemplarzy w pierwszym tygodniu, ponownie zajmując pierwsze miejsce na liście, przy czym sprzedano również ponad 2 000 egzemplarzy DVD. Trzeci film, Reiketsu-hen, zajął dziewiąte miejsce w weekend otwarcia, zarabiając 86,7 miliona jenów (746 000 dolarów). W ciągu 4 dni zarobił 170 milionów jenów.

### Krytyka
Nick Creamer z Anime News Network ocenił pierwszy film na A−, stwierdzając, że „może być pierwszą z trzech części arcydzieła. Już teraz jest to zapierające dech w piersiach doświadczenie, a niezwykła osobowość i kreatywność oraz silne połączenie sztuki z dźwiękiem tworzą głęboko zmysłowe przeżycie”. Drugiemu filmowi przyznał ocenę A, chwaląc jego historię, animację i oprawę dźwiękową. Zauważył jednak, że seksualność w filmie momentami zdawała się „popadać w pobłażliwy nadmiar”. Recenzję zakończył stwierdzeniem: „To brzydkie, niekompletne i ostentacyjnie piękne. Jest to dzieło jedyne w swoim rodzaju, opowiadające porywającą i głęboko osobistą historię, która ożywia ból i przyjemność bohaterów za pomocą niezrównanej animacji i dźwiękowi”.
Pierwszy film zajął drugie miejsce w kategorii „Najlepszy film” podczas rozdania nagród Newtype Anime Awards 2016.